# Tỉnh Madras
Bang Madras hay Tỉnh Madras (tiếng Anh: Madras Province hay Madras Presidency; tiếng Hindi: मद्रास प्रांत), tên gọi chính thức cho tới năm 1935 là Bang Pháo đài St. George, là một phân khu hành chính (bang) của Ấn Độ thuộc Anh. Tại thời điểm cực đại, lãnh thổ của bang Madras bao gồm hầu hết miền Nam Ấn Độ, bao gồm toàn bộ Andhra Pradesh, gần như toàn bộ Tamil Nadu và một số vùng của Kerala, Karnataka, Odisha và lãnh thổ liên bang Lakshadweep. Thành phố Madras là thủ phủ mùa đông và Thành phố Ooty là thủ phủ mùa hè của bang.
Các vùng ven biển và phần phía bắc của Đảo Ceylon vào thời điểm đó là một phần của Bang Madras từ năm 1793 đến năm 1798, khi những vùng đó trở thành Thuộc địa vương thất riêng biệt. Bang Madras giáp với Vương quốc Mysore ở phía tây bắc, Vương quốc Cochin ở phía tây nam, Vương quốc Pudukkottai ở trung tâm và Vương quốc Hyderabad ở phía bắc. Một số phần của Madras cũng được bao bọc bởi Bang Bombay (Konkan) và Tỉnh Trung tâm và Berar (Madhya Pradesh).
Năm 1639, Công ty Đông Ấn Anh đã mua lại làng Madraspatnam và một năm sau, công ty này thành lập Cơ quan Pháo đài St George, tiền thân của Tỉnh Madras, mặc dù đã có các nhà máy của Công ty tại Machilipatnam và Armagon từ những năm 1600. Cơ quan đã được nâng cấp thành Tỉnh/Presidency vào năm 1652 trước khi một lần nữa trở lại trạng thái trước đó vào năm 1655. Năm 1684, nó được nâng cấp lại thành Tỉnh và Elihu Yale được bổ nhiệm làm chủ tịch. Năm 1785, theo các điều khoản của Đạo luật Ấn Độ của Pitt, Madras trở thành một trong ba tỉnh do Công ty Đông Ấn thành lập. Sau đó, người đứng đầu khu vực được phong là "Thống đốc" thay vì "Chủ tịch" và trở thành cấp dưới của Toàn quyền ở Calcutta, một chức danh sẽ tồn tại cho đến năm 1947. Quyền tư pháp, lập pháp và hành pháp thuộc về Thống đốc, người được hỗ trợ bởi một Hội đồng có hiến pháp đã được sửa đổi bởi các cải cách được ban hành vào năm 1861, 1909, 1919 và 1935. Các cuộc bầu cử thường xuyên được tiến hành ở Madras cho đến khi Chiến tranh thế giới thứ hai bùng nổ vào năm 1939. Đến năm 1908, tỉnh bao gồm 22 quận, mỗi quận dưới quyền một Nhân viên thu thuế kiêm thẩm phán quận (Collector-cum-District Magistrate) hay một Phó Uỷ viên (Deputy Commissioner), và nó được chia nhỏ thành các taluk và firqa với các làng tạo thành đơn vị hành chính nhỏ nhất.
Sau Cải cách Montagu–Chelmsford năm 1919, Madras là tỉnh đầu tiên của Ấn Độ thuộc Anh thực hiện hệ thống Diarchy, và sau đó Thống đốc của tỉnh này cai trị cùng với một thủ tướng. Trong những thập kỷ đầu của thế kỷ XX, nhiều người đóng góp đáng kể cho phong trào độc lập của Ấn Độ đến từ Madras. Với sự ra đời của nền độc lập Ấn Độ vào ngày 15 tháng 8 năm 1947, nó trở thành Tỉnh Madras thuộc nhà nước mới. Madras sau đó được thừa nhận là Bang Madras, một bang của Liên minh Ấn Độ tại lễ tuyên bố ra đời của nền Cộng hòa Ấn Độ vào ngày 26 tháng 1 năm 1950.